# 松田良一
松田 良一（まつだ りょういち、1952年 - ） は、日本の生物学者。東京大学名誉教授、東京理科大学教授、国際生物学オリンピック議長。

## 人物・経歴
横浜市生まれ。駒場東邦高等学校を経て、1972年から帝京大学医学部衛生学教室教務職員を務めながら、東京都立大学の夜間部に通い、1976年東京都立大学理学部生物学科卒業、曹洞宗大雄山最乗寺専門僧堂。1979年千葉大学大学院理学研究科生物学専攻修士課程修了。1980年カリフォルニア大学バークレー校動物学教室ジュニア・スペシャリスト。
1981年東京都立大学大学院理学研究科生物学専攻博士課程中退。1982年東京都立大学理学博士、カリフォルニア大学バークレー校動物学教室博士研究員。1983年東京都立大学理学部生物学教室助手。1988年W.アルトン・ジョーンズ細胞科学センター主任研究員。1991年東京大学大学院総合文化研究科広域科学専攻生物学教室助教授。2011年日本動物学会動物学教育賞受賞
2012年東京大学大学院総合文化研究科広域科学専攻生物学教室教授、香川県立観音寺第一高等学校学校評議員。2014年Appreciation of Outstanding Commitment and Involovement for IBO。2018年東京大学名誉教授、東京理科大学大学院理学研究科科学教育専攻教授、国際生物学オリンピック議長。専門は発生生物学。